# Jeff Richards (acteur)
Pour les articles homonymes, voir Richard Taylor, Taylor et Richards.
Jeff Richards (né Richard Mansfield Taylor le 1er novembre 1922 à Portland, dans l'Oregon - mort le 28 juillet 1989) est un acteur américain. 

## Biographie

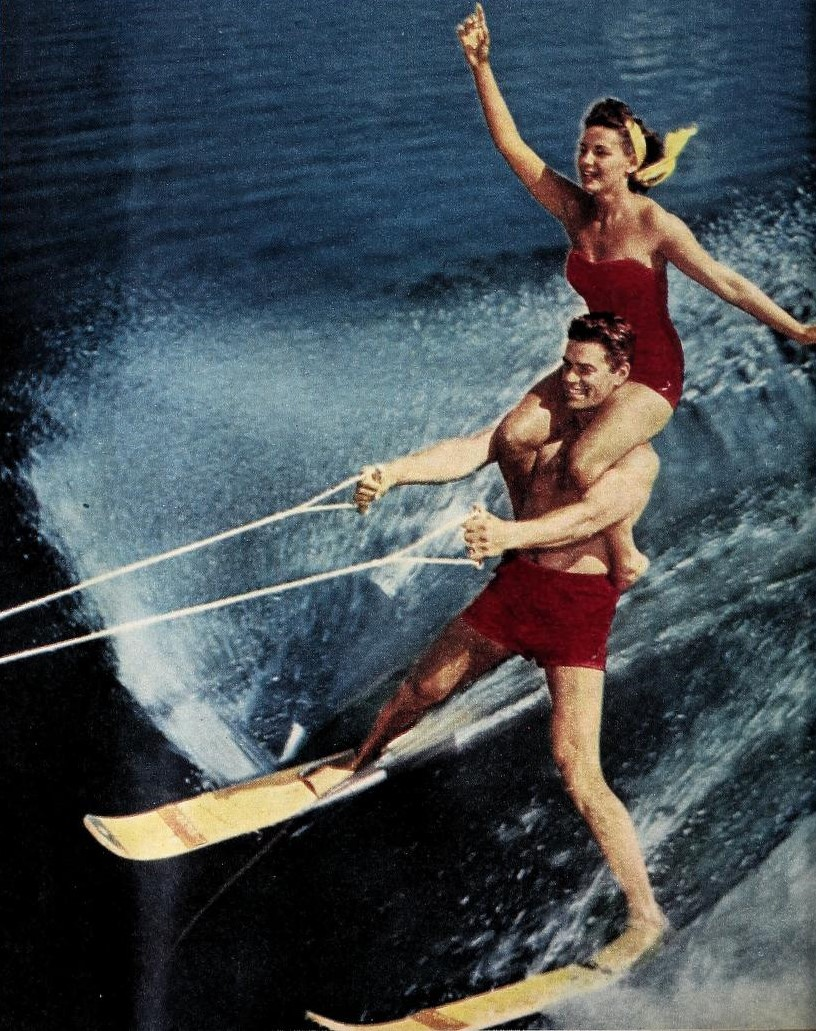
Jeff Richards et sa fiancée Shirley.

Jeff Richards a tout d’abord été joueur professionnel de baseball avant de commencer une carrière au cinéma au début des années 1950 ; on le verra donc dans des films comme Angels in the Outfield (1951) de Clarence Brown, et Big Leaguer (1953). Il sera aussi de la distribution de plusieurs westerns et tiendra la vedette dans la série télévisée Jefferson Drum de 1958 à 1959 ; on se souviendra aussi de son rôle de Benjamin Pontipee dans la comédie musicale Les Sept Femmes de Barbe-Rousse (1954) de Stanley Donen, aux côtés de Jane Powell et Howard Keel.

## Filmographie partielle
- 1950 : Kill the Umpire, de Lloyd Bacon
- 1951 : Angels in the Outfield, de Clarence Brown
- 1953 : Treize à la douzaine (Cheaper by the Dozen), de Walter Lang
- 1953 : Le Cirque infernal (Battle Circus), de Richard Brooks
- 1954 : Les Sept Femmes de Barbe-Rousse (Seven Brides For Seven Brothers), de Stanley Donen
- 1954 : L'Île du danger (Seagulls Over Sorrento) de John Boulting et Roy Boulting
- 1955 : L'Aventure fantastique (Many Rivers to Cross) de Roy Rowland
- 1956 : The Opposite Sex, de David Miller
- 1957 : Prenez garde à la flotte (Don't Go Near the Water) de Charles Walters
- 1959 : L'Île des femmes perdues (Island of Lost Women) de Frank Tuttle